# Atriplex northusana
Atriplex northusana là loài thực vật có hoa thuộc họ Dền. Loài này được Wein mô tả khoa học đầu tiên năm 1912.